# Andi Lila
Pour les articles homonymes, voir Lila.
Andi Lila, né le 12 février 1986 à Kavajë en Albanie, est un joueur de football international albanais (défenseur) mesurant 1,84 m.

## Biographie

### Besa (2003-2006)
Lila a commencé sa carrière au club de sa ville natale, le KS Besa Kavajë. Il fait ses débuts pour le club en cours de la saison 2002-2003 dans la Super Ligue Albanaise le 14 décembre 2002, dans un match à l'extérieur contre le KS Teuta Durrës. Lila est venu à la mi-temps à la place de Ervin Bardhi. Cependant, il n'y a pas de performance à retenir pour le jeune Andi Lila lors du match qui a fini 5-0 pour le KS Teuta Durrës.

### Iraklis (2006-2007)
Depuis ses débuts en 2002, il a commencé à impressionner les gens de plus en plus grâce à ses performances, cela a ouvert la voie à son déménagement au club grec Iraklis FC en Janvier 2007, où il a rejoint ses collègues Albanais Enea Koliqi, Elvis et Kaja Indrit Fortuzi qui étaient déjà au club. En dépit de faire son déménagement à l'étranger, un rêve devenu réalité, Lila a lutté pour s'installer en Grèce et après seulement 6 mois et 3 apparitions, il est retourné à son club d'origine le KS Besa Kavajë.

### Besa (2007-2008)
À la suite de son retour, il fut nommé capitaine de l'équipe. Au cours de la saison 2007-2008, il a joué 26 fois sans marquer. Il a également été battus en finale de la Supercoupe d'Albanie après avoir perdu 4-2 au KF Tirana. Le défenseur a joué son dernier match avec le KS Besa Kavajë à la Coupe Intertoto le 12 juillet 2008. Il est sorti à la 57e minute de son dernier match dans une chemise jaune. Le match s'est terminé sur une défaite 3-0 à domicile et a mis un terme à l'objectif du club: l'Europe et le départ de Lila du Besa.

### KF Tirana (2008-2011)
Lila est transféré au KF Tirana le 21 juillet 2008, après lui et son agent Sokol Haxhia se sont arrangé les conditions du contrat avec le président du KF Tirana : Refik Halili. Son premier match en tant que joueur du KF Tirana a été le match d'ouverture de la saison contre le KS Vllaznia Shkoder, il a joué les 90 minutes du match (0-0). Son premier but dans un maillot bleu et blanc est venu sur seulement son troisième match avec le club dans un derby contre Partizan Tirana, il marqué le but de la victoire à la 90e minute et garanti les trois points pour son club. Lila n'a pas eu à attendre longtemps pour marquer un autre but car il est venu moins d'une semaine plus tard le 20 septembre 2008 contre le KS Apolonia Fier, son but est venu à la 28e minute du match. Pendant toute la saison 2008-2009, il s'impose en défense du KF Tirana et il a joué 29 matchs, il a également prouvé qu'il a des qualités d'attaquant ainsi en marquant 4 buts au cours de la saison.

## Statistiques
| Saison      | Club           | Pays                | Championnat       | Coupes nationales | Coupes d’Europe                   |
| ----------- | -------------- | ------------------- | ----------------- | ----------------- | --------------------------------- |
| 2003 - 2004 | KS Besa Kavajë | Kategoria Superiore | 10 matchs / 0 but | -                 | -                                 |
| 2004 - 2005 | KS Besa Kavajë | Kategoria Superiore | 24 matchs / 0 but | -                 | -                                 |
| 2005 - 2006 | KS Besa Kavajë | Kategoria Superiore | 29 matchs / 1 but | -                 | -                                 |
| 2006 - 2007 | KS Besa Kavajë | Kategoria Superiore | 9 matchs / 0 but  | -                 | -                                 |
| 2006 - 2007 | Iraklis FC     | Superleague Elláda  | 3 matchs / 0 but  | -                 | -                                 |
| 2007 - 2008 | KS Besa Kavajë | Kategoria Superiore | 29 matchs / 0 but | 1 match / 0 but   | 1 match / 0 but (Coupe Intertoto) |
| 2008 - 2009 | KS Besa Kavajë | Kategoria Superiore | -                 | -                 | 1 match / 0 but (Coupe Intertoto) |
| 2008 - 2009 | KF Tirana      | Kategoria Superiore | 29 matchs / 4 but | 6 matchs / 0 but  | -                                 |
| 2009 - 2010 | KF Tirana      | Kategoria Superiore | 24 matchs / 1 but | 3 matchs / 1 but  | 2 matchs / 0 but (C1)             |